# Højre-Grønne Folkeparti
Det Højre-Grønne Folkeparti (islandsk: Hægri grænir flokkur fólksins), oftest blot kaldet De Højre-Grønne (islandsk: Hægri grænir), var et islandsk højrefløjsparti, der blev stiftet 17. juni 2010. Partiet opløstes 27. februar 2016, og dets medlemmer tilsluttede sig efterfølgende kollektivt det nyoprettede Islands Nationale Front.

## Oprindeligt program
De Højre-Grønne var i partiets første fire leveår et økonomisk liberalt og euroskeptisk parti med et program inspireret af amerikansk libertarianisme.
Partiet ønskede offentlige monopoler som Mjólkursamsalan (MS) og det statslige alkohol og tobaksmonopol ÁTVR nedlagt.
De Højre-Grønne var imod islandsk medlemskab af EU og euroen, men ønskede spørgsmålet lagt ud til en folkeafstemning. Som løsning på problemet med den ustabile islandske krone foreslog partiet at indføre en ny valuta, som de kaldte rigsdaler (ríkisdalur)" efter Islands valuta før indførelsen af kronen, der skulle knyttes til den amerikanske dollar med en fast vekselkurs.
Partiet gik ind for indførelse af en 20% flad skat, stop for yderligere vækst i de offentlige udgifter, samt ansættelsestop i den offentlige sektor i mindst 4 år. Endvidere ønskede de øjeblikkelig afskaffelse af al told, importafgifter og punktafgifter. 
De Højre-Grønne ønskede også bedre beskyttelse af den islandske natur og en mere restriktiv indvandrerpolitik.

## Videre udvikling
Ved valget 27. april 2013 opnåede partiet kun 1,7 % af stemmerne og var dermed langt fra at passere spærregrænsen på 5 %. Medstifteren Guðmundur Franklín Jónsson trådte efterfølgende tilbage som formand. I 2014 overtog Helgi Helgason formandsposten. Han nedtonede den økonomiske liberalisme og partiets grønne profil, og skruede op for retorikken i indvandrerspørgsmålet, hvilket fik mange af partiets liberale medlemmer til at forlade det. I januar 2016 lancerede Helgi Helgason et nyt nationalistisk parti ved navn Islands Nationale Front, som resterne af de Højre-Grønne gik ind i ved det nye partis officielle stiftelse den 27. februar.  

## Navn
Navnet de Højre-Grønne (Hægri grænir) var et ordspil på Venstrepartiet – De Grønne, der er kendt som de Venstre-Grønne (Vinstri grænir). 

## Valgresultater

### Altinget
| Valg | Samlede antal stemmer | Stemmer i % | Mandater | +/– | Placering |
| ---- | --------------------- | ----------- | -------- | --- | --------- |
| 2013 | 3.262                 | 1,73        | 0 / 63   | 0   | 10nde     |

## Partiledere
| Leder                      | From         | To              |
| -------------------------- | ------------ | --------------- |
| Guðmundur Franklín Jónsson | 17 juni 2010 | 2013            |
| Helgi Helgason             | 2014         | 27 februar 2016 |